# William Philo
William Philo (n. 17 februarie 1882, Londra, Regatul Unit al Marii Britanii și Irlandei – d. 7 iulie 1916, Albert, communauté de communes du Pays du Coquelicot⁠(d), Franța) a fost un boxer ce a reprezentat Regatul Unit al Marii Britanii și Irlandei, medaliat olimpic. A participat la o ediție a Jocurilor Olimpice (1908) în care a câștigat o medalie de bronz.

## Participări
Lista de mai jos prezintă principalele competiții la care a participat William Philo de-a lungul carierei.
- boxing at the 1908 Summer Olympics – middleweight[*]